# گیرنده ۱ فاکتور نکروز تومور
گیرنده ۱ فاکتور نکروز تومور (انگلیسی: Tumor necrosis factor receptor 1) که با نام‌های اختصاری TNFR1 و CD120a نیز شناخته می‌شود، یک پروتئین است که در انسان توسط ژن «TNFRSF1A» کُدگذاری می‌شود. این گیرنده فاکتور نکروز توموری آلفا (TNFα) متصل می‌شود.

## عملکرد
این پروتئین متعلق به ابرخانواده گیرنده‌های فاکتور نکروز تومور است و در آپوپتوز سلولی و التهاب نقش دارد.

## اهمیت بالینی
جهش در دومِـین خارج‌سلولی این گیرنده با بروز اختلال ژنتیکی «سندرم تب دوره‌ای وابسته به فاکتور نکروز تومور» مرتبط است.
جهش در ژن «TNFRSF1A» با افزایش احتمال ابتلا به ام‌اس همراه است.
سطح سرمی گیرنده ۱ فاکتور نکروز تومور در جریان اسکیزوفرنی و اختلال دوقطبی افزایش می‌یابد و هرچه سطح آن بالاتر باشد، دوره‌های سایکوتیک بیماری شدیدتر است. علاوه بر این، سطح بالای سرمی این گیرنده با اختلالات شناختی و زوال عقل مرتبط است.

## تعاملات شیمیایی
گیرنده ۱ فاکتور نکروز تومور با مولکول‌های زیر تعامل پروتئین-پروتئین دارد:
- FADD[۱۳][۱۴]
- TRADD[۱۵][۱۴][۱۶][۱۷][۱۸][۱۹][۲۰]
- RIPK1[۱۶][۲۱][۲۲][۱۷][۲۳][۲۴]
- TRAF2[۱۴][۱۶][۱۸]
- فاکتور نکروز توموری آلفا[۲۵][۲۶]

## برای مطالعهٔ بیشتر
- Rath PC, Aggarwal BB (2000). "TNF-induced signaling in apoptosis". J. Clin. Immunol. 19 (6): 350–64. doi:10.1023/A:1020546615229. PMID 10634209. S2CID 23194856.
- Chen G, Goeddel DV (2002). "TNF-R1 signaling: a beautiful pathway". Science. 296 (5573): 1634–5. doi:10.1126/science.1071924. PMID 12040173. S2CID 25321662.
- Kollias G, Kontoyiannis D (2003). "Role of TNF/TNFR in autoimmunity: specific TNF receptor blockade may be advantageous to anti-TNF treatments". Cytokine Growth Factor Rev. 13 (4–5): 315–21. doi:10.1016/S1359-6101(02)00019-9. PMID 12220546.
- Dodé C, Cuisset L, Delpech M, Grateau G (2003). "TNFRSF1A-associated periodic syndrome (TRAPS), Muckle-Wells syndrome (MWS) and renal amyloidosis". J. Nephrol. 16 (3): 435–7. PMID 12832748.
- Stojanov S, McDermott MF (2007). "The tumour necrosis factor receptor-associated periodic syndrome: current concepts". Expert Reviews in Molecular Medicine. 7 (22): 1–18. doi:10.1017/S1462399405009749. PMID 16216134.
- Rezaei N (2007). "TNF-receptor-associated periodic syndrome (TRAPS): an autosomal dominant multisystem disorder". Clin. Rheumatol. 25 (6): 773–7. doi:10.1007/s10067-005-0198-6. PMID 16447098. S2CID 41808394.